# Jordan Mattern
Jordan Mattern (ur. 1 lutego 1993 w Aurorze) – amerykańska pływaczka, specjalizująca się w stylu dowolnym.
W 2013 roku została mistrzynią świata w Barcelonie w sztafecie 4 × 200 m stylem dowolnym (razem z Katie Ledecky, Shannon Vreeland, Melissa Franklin, Chelsea Chenault, Karlee Bispo oraz Madeline DiRado).